# Cot Papeun Cut
Cot Papeun Cut är ett berg i Indonesien.   Det ligger i provinsen Aceh, i den västra delen av landet, 1 800 km nordväst om huvudstaden Jakarta. Toppen på Cot Papeun Cut är 558 meter över havet.
Terrängen runt Cot Papeun Cut är varierad.Runt Cot Papeun Cut är det ganska tätbefolkat, med 80 invånare per kvadratkilometer. Omgivningarna runt Cot Papeun Cut är en mosaik av jordbruksmark och naturlig växtlighet.